# Zond 8
La Zond 8 è una sonda sovietica del Programma Zond. I suoi obiettivi consistevano nello studio della Luna e dello spazio circostante e nel testare i sistemi di bordo.

## La missione
La sonda venne lanciata il 20 ottobre 1970 alle 19:55:39 UTC dal Cosmodromo di Baikonur attraverso un razzo Proton e venne inviata verso la Luna con un Tyazheliy Sputnik. Il 21 ottobre ottenne delle fotografie della Terra da una distanza di 64.480 km e trasmise immagini del volo per tre giorni. La sonda sorvolò la Luna il 24 ottobre a una distanza di 1110,4 km e ottenne fotografie su pellicola sia a colori che in bianco e nero della superficie lunare ottenendo anche misurazioni scientifiche durante il volo. In totale si ottennero 20 fotografie dell'intera Luna e 78 della sua superficie (17 delle quali mostravano la Terra sopra l'orizzonte lunare). La Zond 8 rientrò nell'atmosfera terrestre finendo nell'Oceano Indiano il 27 ottobre.